# 荣县军政府旧址
29°27′33″N 104°25′15″E / 29.45917°N 104.42083°E
荣县军政府旧址位于中国四川省自贡市荣县旭阳镇荣州广场南侧，原為清代县衙驻地，后来辛亥革命中首义的荣县独立后，成为吴玉章等革命者处理军政事务的地方，1991年4月16日公佈為四川省第三批文物保護單位。
1911年9月25日，吴玉章、王天杰、龙鸣剑等在荣县衙门召集全县各界大会，宣布荣县独立，建立荣县军政府，军政府设在原荣县衙门。荣县军政府的建立，比武昌起义早15天，开辛亥革命独立之先河。荣县军政府旧址为清代晚期风格，现仅存三堂、后堂及三堂两侧厢房，组成三合院布局。